# Шери Мун Зомби
Ше́ри Мун Зо́мби (англ. Sheri Moon Zombie), урождённая — Шери Лин Скеркис (англ. Sheri Lyn Skurkis; 26 сентября 1970 года, Сан-Хосе, Калифорния, США) — американская актриса, продюсер, дизайнер, фотомодель и танцовщица. Одна из «Королев крика» ввиду множества ролей в фильмах ужасов Роба Зомби.

## Биография

### Ранние годы и начало карьеры
Шери Мун Зомби (настоящее имя Шери Ли Скеркис) родилась 26 сентября 1970 года в городе Сан-Хосе, в американском штате Калифорния. У неё есть брат. Юность провела в Коннектикуте
 — именно там, обучаясь при этом в институте, начала познавать первые азы танцев и фотосъёмок. Обладая симпатичным лицом и привлекательной фигурой, Шери начала танцевать. Однако ей показалось мало того, что она просто делает это в своё удовольствие, поэтому она решила, что будет немного зарабатывать с помощью фотосессий, благо в предложениях от фотографов не было недостатка. Немного подзаработав и окончив институт, Мун переехала в Калифорнию.

### Знакомство с Робом Зомби и последующая карьера
Один из друзей Шери познакомил красотку с лидером рок-коллектива Робом Каммингсом, более известным как Роб Зомби. Уже после нескольких встреч и совместных тусовок она поняла, что не просто симпатична этому молодому человеку, но и сама влюблена в него. Кроме того, Шери заметила, что у них совпадают интересы, оба любили тяжёлую музыку и фильмы ужасов, в частности те, которые основаны на легендах о мертвецах. Когда их отношения переросли в более серьёзные, Роб познакомил её со своей музыкальной деятельностью, которую Шери нашла весьма занятной и предложила ему своё участие, на что Зомби согласился.
Вскоре Шери Мун появилась в клипе группы White Zombie, а впоследствии снялась во множестве клипов, поставленных Робом Зомби. Шери также позировала для обложки альбома ремиксов American Made Music to Strip By в полуобнажённом виде и танцевала на сцене во время концертов группы Роба.
В Хэллоуин 31 октября 2002 года после 13 лет романа Шери вышла замуж за Роба Зомби.
В 2003 году музыкант решил продолжить творчество не только в музыке, но и в кино. Его первым фильмом стал хоррор под названием «Дом 1000 трупов». Создавая эту картину, он отвёл в нём роль для Шери Мун, включив в сценарий персонаж Веры Элен Фаерфлай, более известной как Бэби — маньячки, которая проживает бок о бок с другими сумасшедшими в одном доме. Шери создала образ наивной, но в то же время безбашенной и безумно опасной девушки. Шери стала пользоваться огромной популярностью в индустрии ужасов, а её супруг успешно дебютировал как режиссёр. Через два года появилось продолжение этой истории — «Изгнанные дьяволом». Фильм также добился большой популярности, особенно среди любителей предыдущей части. Затем Шери снялась в фильмах «Хэллоуин» и «Хэллоуин 2». Её героиня стала популярна среди аудитории фильма, это также нашло отражение в виде выпуска коллекционных игрушечных фигур её персонажа.
В промежутке между «Домом 1000 трупов» и его сиквелом, в 2004 году Шери Мун успела сняться в ремейке фильма «Кошмар дома на холмах» режиссёра Тоуба Хупера, сыграв роль Дейзи Рейн, первой жертвы. Следующим проектом с её участием стал анимационный фильм «Призрачный мир Эль Супербисто», над которым работали Роб Зомби и режиссёр Мистер Лоуренс. Она озвучила Сьюзи-Экс, сестру главного персонажа мультфильма — рестлера Эль Супербисто. Фильм вышел в 2009 году.
В 2006 году Шери Мун открыла свою собственную линию одежды под маркой Total Skull.
В 2007 году Шери Мун дважды возвращалась на большой экран: в апреле она исполнила роль женщины-оборотня СС в трейлере к несуществующему фильму, снятом Робом Зомби для проекта Квентина Тарантино и Роберта Родригеса «Грайндхаус», а в конце августа вышел ремейк фильма «Хэллоуин» Роба Зомби, в котором Мун снова сыграла Дебру Майерс — мать зловещего серийного убийцы Майкла Майерса.
19 апреля 2013 года вышел фильм Роба Зомби «Повелители Салема», в котором Шери сыграла роль блондинки Хейди — диджея провинциальной радиостанции.

## Фильмография
| Год  |    | Русское название                  | Оригинальное название           | Роль          |
| ---- | -- | --------------------------------- | ------------------------------- | ------------- |
| 2003 | ф  | Дом 1000 трупов                   | House of 1000 Corpses           | Малышка       |
| 2004 | ф  | Кошмар дома на холме              | Toolbox Murders                 | Дейзи Рейн    |
| 2005 | ф  | Изгнанные дьяволом                | The Devil’s Rejects             | Малышка       |
| 2007 | ф  | Грайндхаус                        | Grindhouse                      | Ева Крупп     |
| 2007 | ф  | Хэллоуин 2007                     | Helloween                       | Дебора Майерс |
| 2008 | с  | Блудливая Калифорния              | Californication                 | медсестра     |
| 2009 | ф  | Хэллоуин 2                        | Helloween II                    | Дебора Майерс |
| 2009 | мф | Призрачный мир Эль Супербисто     | Haunted World of El Superbeasto | Сьюзи Икс     |
| 2010 | с  | C.S.I.: Место преступления Майами | CSI: Miami                      | Оливия Бёрч   |
| 2012 | ф  | Повелители Салема                 | The Lords of Salem              | Хайди Хоторн  |
| 2016 | ф  | 31                                | 31                              | Чарли         |
| 2019 | ф  | Трое из ада                       | 3 From Hell                     | Малышка       |